# Tipulodina venusta
Tipulodina venusta är en tvåvingeart som först beskrevs av Walker 1848.  Tipulodina venusta ingår i släktet Tipulodina och familjen storharkrankar. Inga underarter finns listade i Catalogue of Life.